# アラビア語シフフ方言
アラビア語シフフ方言は、アラビア語の口語（アーンミーヤ）のひとつで、半島方言に分類される言語。シフ方言、シッヒー方言とも呼ばれる。アラビア半島東部のペルシャ湾岸のムサンダム半島で主に話されていて、アラブ首長国連邦のラアス・アル＝ハイマ、オマーンの飛び地に位置するムサンダム特別行政区に話者が分布している。オマーンには2万2000人（2000年時点）、アラブ首長国連邦には5000人の話者がいる。シフフ人が主にこの言語を話し、シッヒーとは、「シフフの」、「シフフ人」、「シフフの言葉」という意味である。ムサンダム半島の先端のクムザールでは、アラビア語シフフ方言とは別にインド・ヨーロッパ語族のイラン語派のクムザール語を話している。

アラビア語の口語（アーンミーヤ）の方言地図